# Lupin III - Lupin contro tutti!
Lupin III - Lupin contro tutti! (ルパン三世 ルパンは今も燃えているか??, Rupan Sansei - Rupan wa ima mo moete iru ka?, lett. "Lupin Terzo - Lupin sta ancora bruciando?") è un OAV realizzato per il 50º anniversario di Lupin III ed è stato incluso come bonus contenuto nel primo volume DVD e Blu-ray di Lupin III - Ritorno alle origini, rendendolo l'ultimo OAV ad essere realizzato mentre l'autore era vivo.
In Italia è andato in onda il 15 gennaio 2020 in prima TV su Italia 2.

## Trama
Lupin si iscrive ad una corsa automobilistica come copertura mentre tenterà di rubare una preziosa statua custodita in un edificio nelle vicinanze; in realtà la corsa è organizzata di nuovo da Mister X (che Lupin affrontò nel 1º episodio della prima serie) con l'assistenza di Kyosuke Mamō, l'uomo che viaggia nel tempo (proveniente dall'episodio 13). Mentre Mister X tortura Fujiko con le mani meccaniche, Mamō spedisce Lupin avanti e indietro nel tempo in alcuni momenti importanti della sua carriera (la sfida di Pycal il mago, nell'episodio 2; il duello con Goemon, nell'episodio 5; lo scontro con il killer Pank un tempo amante di Fujiko, nell'episodio 9; il duello tra Jigen e Stoneman, nell'episodio 99 della seconda serie); Lupin sopravvive ai suoi avversari ma conoscendo in anticipo gli eventi si comporta di conseguenza ed altera la storia: avverte Goemon che il suo maestro lo vuole ingannare e il samurai diventerà un assassino su commissione; spara a Pank prima che lo faccia Fujiko ferita e la donna lo abbandona per sempre; porta Jigen in tempo all'appuntamento con Stoneman che lo ferisce gravemente alla spalla, rendendolo incapace di sparare e costretto ad elemosinare. Distrutto il legame tra i quattro, Kyosuke Mamō tenta di finire Lupin e chiudere la loro sfida. Mamō porta Lupin da Mister X, il quale scopre che Lupin è in realtà Mamō catturato e Mamō è Lupin travestito; qualcosa dell'amicizia è rimasto e ha spinto Goemon ad intervenire e Jigen a sparare con la sinistra usando la Walther di Lupin, salvando il ladro gentiluomo. Entrato in possesso della macchina del tempo, Lupin ha rimesso tutto a posto e deciso come punire i due; apparentemente li ha lasciati andare ma in realtà li ha portati nella preistoria, i due vengono inseguiti da un tirannosauro affamato mentre Lupin torna nel presente e ruba la statua.

## Doppiaggio
| Personaggio               | Voce originale    | Voce italiana             |
| ------------------------- | ----------------- | ------------------------- |
| Lupin III                 | Kan'ichi Kurita   | Stefano Onofri            |
| Daisuke Jigen             | Kiyoshi Kobayashi | Alessandro Maria D'Errico |
| Fujiko Mine               | Miyuki Sawashiro  | Alessandra Korompay       |
| Goemon Ishikawa XIII      | Daisuke Namikawa  | Antonio Palumbo           |
| Ispettore Koichi Zenigata | Kōichi Yamadera   | Rodolfo Bianchi           |
| Mister X                  | Chafūrin          | Mario Zucca               |
| Kyosuke Mamo              | Muraji Manabu     | Marco Benedetti           |
| Whisky (Pycal)            | Hiroshi Yanaka    | Luigi Rosa                |
| Sandayu Momochi           | Jin Urayama       | Cesare Rasini             |
| Punk (Poon)               | Atsushi Ono       | ?                         |
| Stoneman                  | ?                 | ?                         |